# Série Mundial de Pôquer de 2012
A Série Mundial de Pôquer 2012 foi a 43ª edição da Série Mundial de Pôquer. Realizada no Rio All-Suite Hotel & Casino em Las Vegas, entre 27 de maio e 16 de julho de 2012. Foram disputados 61 torneios em diferentes modalidades de pôquer, dentre eles o evento principal que define o campeão da Série Mundial de Pôquer. A definição do campeão do evento principal, foi disputada entre os dias 29 e 30 de outubro, onde sagrou-se campeão o jogador Greg Merson. 

## Números
Mesmo com o poker online proibido em seu território, os Estados Unidos continuam a ser o país do poker. Os norte-americanos venceram a grande maioria dos torneios. 
- Estados Unidos: 46
- Canadá: 3
- Alemanha: 2
- Rússia: 1
- Ucrânia: 1
- França: 1
- Bulgária: 1
- Holanda: 1
- Bélgica: 1
- Japão: 1
- Itália: 1
- República Tcheca: 1
- Grã Bretanha: 1

Um jogador foi campeão em mais de um evento da Série Mundial de Pôquer 2012, Greg Merson que conquistou dois braceletes. 

## Eventos
| #  | Evento                                           | Nº Participantes | Campeão               | Prêmio      | 2º colocado          | Referência |
| -- | ------------------------------------------------ | ---------------- | --------------------- | ----------- | -------------------- | ---------- |
| 1  | $500 Casino Employees No Limit Hold'em           | 732              | Chiab Saechao         | $70,859     | Patricia Baker       | [ 4 ]      |
| 2  | $1,500 No Limit Hold'em                          | 2,101            | Brent Hanks           | $517,725    | Jacob Bazeley        | [ 5 ]      |
| 3  | $3,000 Heads Up No Limit Hold'em/Pot Limit Omaha | 317              | Leif Force            | $207,708    | Jason Koon           | [ 6 ]      |
| 4  | $1,500 Seven Card Stud Hi-Low 8 or Better        | 622              | Cory Zeidman          | $201,559    | Chris Bjorin         | [ 7 ]      |
| 5  | $1,500 Pot Limit Hold'em                         | 639              | Nick Jivkov           | $189,818    | Bryan Pellegrino     | [ 8 ]      |
| 6  | $5,000 No Limit Hold'em Mixed Max                | 409              | Aubin Cazals          | $480,564    | Joseph Cheong        | [ 9 ]      |
| 7  | $1,500 Seven Card Stud                           | 367              | Andy Bloch            | $126,363    | Barry Greenstein     | [ 10 ]     |
| 8  | $1,500 Omaha Hi-Low Split-8 or Better            | 967              | Herbert Tapscott      | $264,400    | Gavin Griffin        | [ 11 ]     |
| 9  | $1,500 No Limit Hold'em Re-entry                 | 3,404            | Ashkan Razavi         | $781,398    | Amanda Musumeci      | [ 12 ]     |
| 10 | $5,000 Seven Card Stud                           | 145              | John Monnette         | $190,826    | Huu Vinh             | [ 13 ]     |
| 11 | $1,500 Pot Limit Omaha                           | 970              | Vincent van der Fluit | $265,211    | Charles Tonne        | [ 14 ]     |
| 12 | $10,000 Heads Up No Limit Hold'em                | 152              | Brian Hastings        | $371,498    | Jason Mo             | [ 15 ]     |
| 13 | $1,500 Limit Hold'em                             | 730              | David Arsht           | $211,921    | Stephen Hung         | [ 16 ]     |
| 14 | $1,500 No Limit Hold'em Shootout                 | 1,138            | Brandon Schaefer      | $311,174    | Jonathan Cohen       | [ 17 ]     |
| 15 | $5,000 Seven Card Stud Hi-Low Split-8 or Better  | 212              | Adam Friedman         | $269,037    | Todd Brunson         | [ 18 ]     |
| 16 | $1,500 No Limit Hold'em Six Handed               | 1,604            | Matt Matros           | $454,835    | Mark Radoja          | [ 19 ]     |
| 17 | $10,000 Pot Limit Hold'em                        | 179              | Andy Frankenberger    | $445,899    | Phil Ivey            | [ 20 ]     |
| 18 | $2,500 Seven Card Razz                           | 309              | Phil Hellmuth         | $182,793    | Don Zewin            | [ 21 ]     |
| 19 | $1,500 No Limit Hold'em                          | 2,302            | Clifford Goldkind     | $559,514    | Kennii Nguyen        | [ 22 ]     |
| 20 | $5,000 Limit Hold'em                             | 166              | Benjamin Scholl       | $206,760    | Andrew Prock         | [ 23 ]     |
| 21 | $1,000 No Limit Hold'em                          | 2,799            | Michael Gathy         | $440,829    | Jamie Armstrong      | [ 24 ]     |
| 22 | $2,500 2-7 Triple Draw Lowball (Limit)           | 228              | Randy Ohel            | $145,247    | Benjamin Lazer       | [ 25 ]     |
| 23 | $3,000 No Limit Hold'em Six Handed               | 924              | Simon Charette        | $567,624    | Artem Metalidi       | [ 26 ]     |
| 24 | $5,000 Omaha Hi-Low Split-8 or Better            | 256              | Joe Cassidy           | $294,777    | Scotty Nguyen        | [ 27 ]     |
| 25 | $1,500 Limit Hold'em Shootout                    | 366              | Brian Meinders        | $116,118    | Darin Thomas         | [ 28 ]     |
| 26 | $3,000 Pot Limit Omaha                           | 589              | Austin Scott          | $361,797    | Brett Richey         | [ 29 ]     |
| 27 | $1,500 H.O.R.S.E.                                | 889              | Ylon Schwartz         | $267,081    | David Chiu           | [ 30 ]     |
| 28 | $2,500 No Limit Hold'em Four Handed              | 750              | Timothy Adams         | $392,476    | Brendon Rubie        | [ 31 ]     |
| 29 | $1,000 Seniors No Limit Hold'em Championship     | 4,128            | Allyn Jaffrey Shulman | $603,713    | Dennis Phillips      | [ 32 ]     |
| 30 | $1,500 2-7 Draw Lowball (No Limit)               | 285              | Larry Wright          | $101,975    | Brandon Cantu        | [ 33 ]     |
| 31 | $1,500 No Limit Hold'em                          | 2,811            | Carter Phillips       | $664,130    | Joe Cada             | [ 34 ]     |
| 32 | $10,000 H.O.R.S.E.                               | 178              | David "Bakes" Baker   | $451,779    | John Monnette        | [ 35 ]     |
| 33 | $1,000 No Limit Hold'em                          | 2,795            | Max Steinberg         | $440,238    | Samuel Gerber        | [ 36 ]     |
| 34 | $5,000 Pot Limit Omaha Six Handed                | 419              | Naoya Kihara          | $512,029    | Chris DeMaci         | [ 37 ]     |
| 35 | $2,500 Mixed Hold'em                             | 393              | Chris Tryba           | $210,107    | Erik Cajelais        | [ 38 ]     |
| 36 | $3,000 No Limit Hold'em Shootout                 | 587              | Craig McCorkell       | $368,593    | Jeremiah Fitzpatrick | [ 39 ]     |
| 37 | $2,500 Eight Game Mix                            | 477              | David "ODB" Baker     | $271,312    | Greg Mueller         | [ 40 ]     |
| 38 | $1,500 No Limit Hold'em                          | 2,534            | Dung Nguyen           | $607,200    | Theo Tran            | [ 41 ]     |
| 39 | $10,000 Pot Limit Omaha                          | 293              | Jan-Peter Jachtmann   | $661,000    | Andrew Brown         | [ 42 ]     |
| 40 | $2,500 Limit Hold'em Six Handed                  | 302              | Ronnie Bardah         | $182,088    | Marco Johnson        | [ 43 ]     |
| 41 | $3,000 No Limit Hold'em                          | 1,394            | Greg Ostrander        | $742,072    | Jackie Glazier       | [ 44 ]     |
| 42 | $2,500 Omaha/Seven Card Stud Hi-Low 8 or Better  | 393              | Oleksii Kovalchuk     | $228,014    | George Danzer        | [ 45 ]     |
| 43 | $1,500 No Limit Hold'em                          | 2,770            | Henry Lu              | $654,380    | Neil Channing        | [ 46 ]     |
| 44 | $1,000 No Limit Hold'em                          | 2,949            | Rocco Palumbo         | $464,464    | Nelson Robinson      | [ 47 ]     |
| 45 | $50,000 The Poker Players Championship           | 108              | Michael Mizrachi      | $1,451,527  | Chris Klodnicki      | [ 48 ]     |
| 46 | $2,500 No Limit Hold'em                          | 1,607            | Joey Weissman         | $694,609    | Jeremy Quehen        | [ 49 ]     |
| 47 | $1,500 Pot Limit Omaha Hi-Low Split-8 or Better  | 978              | Steven Loube          | $267,345    | Timothy Finne        | [ 50 ]     |
| 48 | $3,000 Limit Hold'em                             | 247              | Kenny Hsiung          | $165,205    | Robert Hwang         | [ 51 ]     |
| 49 | $1,500 Ante Only No Limit Hold'em                | 939              | Greg Hobson           | $256,691    | Mike Sowers          | [ 52 ]     |
| 50 | $5,000 No Limit Hold'em                          | 1,001            | Pete Vilandos         | $952,694    | Kyle Julius          | [ 53 ]     |
| 51 | $1,000 Ladies No Limit Hold'em Championship      | 936              | Yen Dang              | $170,587    | Debbie Pechac        | [ 54 ]     |
| 52 | $2,500 10-Game Mix Six Handed                    | 421              | Vanessa Selbst        | $244,259    | Michael Saltzburg    | [ 55 ]     |
| 53 | $1,500 No Limit Hold'em                          | 3,166            | Neil Willerson        | $737,248    | Vladimir Mefodichev  | [ 56 ]     |
| 54 | $1,000 No Limit Hold'em                          | 3,221            | Will Jaffe            | $500,075    | Luis Campelo         | [ 57 ]     |
| 55 | $1,000,000 The Big One for One Drop              | 48               | Antonio Esfandiari    | $18,346,673 | Sam Trickett         | [ 58 ]     |
| 56 | $1,500 No Limit Hold'em                          | 2,798            | Tomas Junek           | $661,022    | David Borg           | [ 59 ]     |
| 57 | $10,000 No Limit Hold'em Six Handed              | 474              | Greg Merson           | $1,136,197  | Keith Lehr           | [ 60 ]     |
| 58 | $3,000 Pot Limit Omaha Hi-Low Split-8 or Better  | 526              | Viacheslav Zhukov     | $330,277    | Roch Cousineau       | [ 61 ]     |
| 59 | $1,000 No Limit Hold'em                          | 4,620            | Dominik Nitsche       | $654,797    | Jonathan Hilton      | [ 62 ]     |
| 60 | $10,000 2-7 Draw Lowball (No Limit)              | 101              | Nick Schulman         | $294,321    | Mike Wattel          | [ 63 ]     |
| 61 | $10,000 No Limit Hold'em Main Event              | 6,598            | Greg Merson           | $8,531,853  | Jesse Sylvia         | [ 64 ]     |

## Main Event
A disputa final onde os 9 melhores colocados do evento principal disputaram o título de campeão da Série Mundial de Pôquer de 2012, teve o seguinte resultado: 
| Colocação | Nome             | Prêmio     |
| --------- | ---------------- | ---------- |
| 1st       | Greg Merson      | $8,531,853 |
| 2nd       | Jesse Sylvia     | $5,295,149 |
| 3rd       | Jacob Balsiger   | $3,799,073 |
| 4th       | Russell Thomas   | $2,851,537 |
| 5th       | Jeremy Ausmus    | $2,155,313 |
| 6th       | Andras Koroknai  | $1,640,902 |
| 7th       | Michael Esposito | $1,258,040 |
| 8th       | Robert Salaburu  | $971,360   |
| 9th       | Steven Gee       | $754,798   |